# Campeonato Sanmarinense 1988-89
El Campeonato sanmarinense 1988-89 fue la cuarta edición del  Campeonato sanmarinense de fútbol. Domagnano conquistó su primer título al vencer por 2-1 a La Fiorita en la final

## Equipos participantes
| Club             | Ciudad         |
| ---------------- | -------------- |
| Dogana           | Serravalle     |
| Domagnano        | Domagnano      |
| Faetano          | Faetano        |
| Folgore/Falciano | Serravalle     |
| La Fiorita       | Montegiardino  |
| Libertas         | Borgo Maggiore |
| Montevito        | Fiorentino     |
| San Giovanni     | Borgo Maggiore |
| Tre Fiori        | Fiorentino     |
| Virtus           | Acquaviva      |

## Tabla de posiciones
- Fuente : RSSSF

|  |     | Equipo           | PTS | PJ | PG | PE | PP | GF | GC | DG  |
|  | --- | ---------------- | --- | -- | -- | -- | -- | -- | -- | --- |
|  | 1.  | Libertas         | 25  | 18 | 9  | 7  | 2  | 32 | 14 | 18  |
|  | 2.  | La Fiorita       | 25  | 18 | 9  | 7  | 2  | 22 | 8  | 14  |
|  | 3.  | Domagnano        | 24  | 18 | 8  | 8  | 2  | 27 | 13 | 14  |
|  | 4.  | Faetano          | 21  | 18 | 8  | 5  | 5  | 26 | 17 | 9   |
|  | 5.  | Dogana           | 21  | 18 | 6  | 9  | 3  | 21 | 15 | 6   |
|  | 6.  | Folgore/Falciano | 19  | 18 | 6  | 7  | 5  | 22 | 19 | 3   |
|  | 7.  | Virtus           | 17  | 18 | 5  | 7  | 6  | 20 | 25 | -5  |
|  | 8.  | Tre Fiori        | 15  | 18 | 4  | 7  | 7  | 16 | 18 | -2  |
|  | 9.  | Montevito        | 11  | 18 | 3  | 8  | 7  | 15 | 37 | -22 |
|  | 10. | San Giovanni     | 6   | 18 | 2  | 2  | 14 | 11 | 38 | -27 |

|  | Clasificación a Play-Offs     |
|  | Descienden a Serie A2 1989-90 |

## Play-offs

#### Primera ronda
|}

#### Segunda ronda
| Equipo 1 | Resultado    | Equipo 2  |
| -------- | ------------ | --------- |
| Faetano  | 0–0 (4:3 p.) | Domagnano |
| Murata   | 2–0          | Cailungo  |

|}

#### Tercera ronda
| Equipo 1  | Resultado    | Equipo 2 |
| --------- | ------------ | -------- |
| Domagnano | 0–0 (4:2 p.) | Murata   |
| Faetano   | 4–1          | Cailungo |

|}

#### Cuarta ronda
| Equipo 1   | Resultado    | Equipo 2 |
| ---------- | ------------ | -------- |
| Domagnano  | 2–0          | Murata   |
| La Fiorita | 0–0 (5:4 p.) | Faetano  |

|}

#### Semifinal
| Equipo 1   | Resultado | Equipo 2 |
| ---------- | --------- | -------- |
| Domagnano  | 1–0       | Faetano  |
| La Fiorita | 1–0       | Libertas |

|}

#### Final
| Equipo 1 | Resultado | Equipo 2  |
| -------- | --------- | --------- |
| Libertas | 0–1       | Domagnano |

|}

| Equipo 1  | Resultado | Equipo 2   |
| --------- | --------- | ---------- |
| Domagnano | 2–1       | La Fiorita |

| Campeón             |
|                     |
| Domagnano 1° título |